# Meleri, Mulbagal
Meleri là một làng thuộc tehsil Mulbagal, huyện Kolar, bang Karnataka, Ấn Độ.